# Arte nuevo de hacer comedias en este tiempo
El Arte nuevo de hacer comedias en este tiempo es un texto ensayístico en verso de Lope de Vega que leyó como discurso ante la Academia de Madrid en 1609. Se trata de una obra de encargo en la que, a lo largo de sus 389 versos, el autor realiza una confesión de sus logros y fracasos con el objetivo de realizar una defensa de su teatro ante los académicos. Ese mismo año se publicó acompañando a una de las primeras ediciones de sus sonetos, con los que se reeditaría en más ocasiones.
El mismo título planteaba la antinomia que pretendía salvar Lope, pues el término Arte estaba reservado en su tiempo para las obras que se encargaban de regular las creaciones ajustadas a las normas clásicas. Al utilizar el adjetivo nuevo, el autor sugería la posibilidad de superar esas normas (defendidas, entre otros, por Cervantes, Cascales, Argensola y Pinciano) estableciendo unas adecuadas al teatro del momento, del que él era, además, uno de sus mejores representantes: Lope había creado una fórmula escénica dirigida específicamente al gran público que asistía a los corrales de comedias madrileños.

## Contenido
En el Arte nuevo Lope intenta defender un teatro basado en el gusto de la época, pero sin enfrentarse para ello con la tradición académica, que era la principal fuente de oposición a su dramaturgia, contemporizar  con ella; así, declara conocer la Poética de Aristóteles e incluso a sus comentaristas italianos clásicos, e incluso afirma haber compuesto seis comedias según las unidades; pero, viendo que los tiempos reclamaban un tipo de espectáculo diferente al de los antiguos, se vio en la necesidad de encerrar "los preceptos con seis llaves / para que no me den gritos". Básicamente, Lope intenta interpretar los gustos, sentimientos y valores del público y, así, compone su teatro de acuerdo con ellos, de acuerdo con el tiempo que le ha tocado vivir:
Porque, como las paga el vulgo, es justo / hablarle en necio para darle gusto
En este sentido, el gusto de ese público variopinto se convierte en la vara de medir el valor de las obras, lo que se contrapone a la anterior medida, que era la razón. Además, porque el público pagaba por ver las obras, entonces él debía componer -si lo entendemos en nuestros términos presentes- según el gusto del público para que este siguiera consumiendo su producto.
Lope ya había incorporado algunos postulados del pensamiento estético de Aristóteles al teatro (especialmente la verosimilitud, la unidad de acción y el decoro de los personajes), que, de hecho, constituían la base del desarrollo de su novedosa y personal trayectoria artística. Sin embargo, su Arte nuevo pretende reflejar el nuevo teatro español de su tiempo, nacido sobre la base del gusto popular, por lo que no busca redactar un arte conciliador de la doctrina antigua y la nueva, sino señalar que su teatro está completamente disociado de los viejos conceptos y se adecúa a una época distinta.
La ruptura de la tradición clásica se establece con la apuesta por tres elementos esenciales: el concepto de tragicomedia (con su mezcla social, morfológica y de género); las unidades de acción y tiempo (matizadas, pero conservando el principio, por ejemplo, de un acto, un día); y la polimetría (las exigencias de la trama imponen el tipo de versificación).

### Estructura
El Arte nuevo se puede estructurar en tres partes:
- la primera parte (vv. 1-146) constituye una especie de prólogo, donde Lope, además de justificar su texto, realiza procesos retóricos clásicos como la captatio benevolentiae y la demostración de erudición (obligada por la audiencia culta a la que dirige su discurso);
- la segunda parte (vv. 147-361) constituye la parte doctrinal y, siguiendo conceptos retóricos clave, aborda, sucesivamente, la composición, la elocución, la invención y la peroración en el teatro.

En la composición trata el concepto de tragicomedia (defendiendo la fusión de lo trágico con lo cómico), el postulado normativo de las tres unidades (reinterpretándolo, por ejemplo, al hacer aparecer acciones secundarias dentro de una acción unitaria general y al hacer depender las unidades de lugar y tiempo de la verosimilitud, y no de la verdad absoluta) y la división de la trama (en tres actos, adecuándolos linealmente al orden "planteamiento, nudo y desenlace"). 
El concepto de tragicomedia es el que más nítidamente rompe con las preceptivas clásicas; se incluye aquí no solo el alejamiento de la radical separación de las tramas dependiendo del estrato social de los personajes, sino la mezcla de lo risible y serio en una misma obra. Se trata, por lo demás, de un concepto muy barroco, en el sentido de buscar la variedad y la fusión de elementos contrarios en una misma obra.
Respecto de la unidad de tiempo, Lope propone que la acción ocurra en el menor tiempo posible y, en los casos en que eso no sea posible, por ejemplo en obras históricas, el uso de los entremeses puede provocar en el espectador un efecto psicológico que le haga asumir con naturalidad que, entre un acto y otro, haya podido pasar una gran cantidad de tiempo.
En la elocución aborda el lenguaje (atendiendo al problema del decoro, para el que establece una sutil distinción entre lenguaje dramático y lenguaje poético; marca, así, niveles idiomáticos diferentes según las situaciones y los interlocutores), la métrica y las figuras retóricas. Hay que utilizar la redondilla para los diálogos y el romance para las narraciones, que, si quieren ser lucidas, han de hacerse en octava real; "el soneto está bien en los que aguardan", y por eso debe usarse cuando que se queda un actor solo en la escena para dar tiempo a los otros actores a vestirse o para monologar; "las décimas son buenas para quejas".
En la invención se enfrenta a la temática (con especial atención al tema de la honra, "que mueve con fuerza a toda gente"), a la duración de la obra y al uso de la sátira en ella, que ha de tener un objetivo general y no individualizado (procurar "no ser / claro ni descubierto", y ha de ser contenido y moderado, porque por ello se prohibieron en otras épocas las comedias: "Pique sin odio, que, si acaso infama / ni espere gloria ni pretenda fama".
Por último, en la peroración trata el tema de la representación (decorados y trajes); por ejemplo, recomienda el artificio de la mujer travestida o vestida de hombre, "porque suele / el disfraz varonil agradar mucho".
- la tercera parte (vv. 362-389) constituye un epílogo.

## Estilo
El Arte nuevo no es un tratado científico, sino un texto subjetivo que se acomoda al modelo de la epístola poética de estilo horaciano, italianizada con el uso del endecasílabo sin rima y personalizada con el recurso a la ironía. Además, su condición de discurso sujeto a una lectura en voz alta condiciona su extensión y el tono. 
Aunque hay momentos serios y coloquiales, el tono con que se dirige a los académicos es de humor. Lope, que no parece tomarse completamente en serio a quienes lo escuchan, habla con ironía al referirse a su público como alguien injusto que no acepta la preceptiva poética.